# Rozptylná čočka
Rozptylná čočka (též rozptylka nebo konkávní čočka) je optická čočka, která přeměňuje rovnoběžný svazek paprsků na rozbíhavý. Rozptylná čočka je uprostřed tenčí než na okrajích.
Rozptylky zmenšují obraz pozorovaného předmětu. Rozptylkou je např. okulár Galileova dalekohledu.
Rozptylky se používají jako čočky do brýlí pro korekci krátkozrakosti.

## Konstrukce rozptylné čočky
Dopadá-li na rozptylku rovnoběžný svazek paprsků, vycházející rozbíhavý paprsek zdánlivě vychází z bodu, který se označuje jako ohnisko. Jeho vzdálenost od hlavní roviny čočky se v geometrické optice označuje jako ohnisková vzdálenost a přiřazuje se jí záporné znaménko.

Rozptylka
F – ohnisko, f – ohnisková vzdálenost, O – optická osa, R_{1}, R_{2} – poloměry sférických ploch ohraničujících čočku

## Druhy čoček
Rozptylné čočky lze označit podle poloměrů obou lámavých ploch.

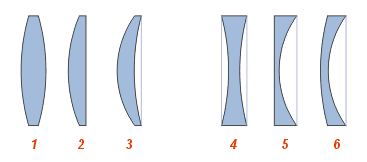
Základní druhy čoček:
Rozptylky:
4 — dvojduté (bikonkávní)
5 — ploskoduté (plankonkávní)
6 — vypukloduté (konvexkonkávní)

## Grafická konstrukce
Při grafické konstrukci optického zobrazení prostřednictvím rozptylné čočky se rozptylná čočky označuje znakem

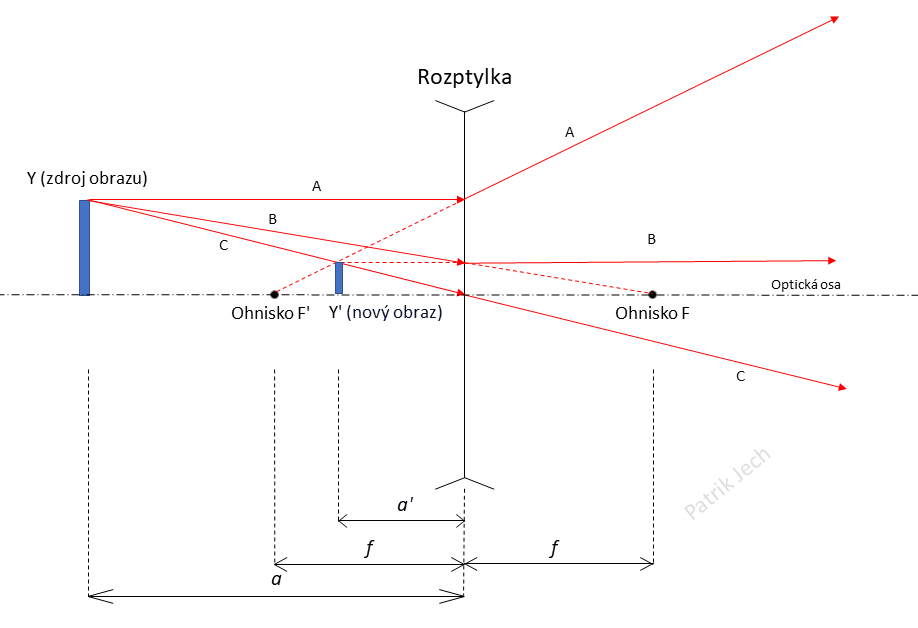
Příklad grafické konstrukce optického zobrazení rozptylnou čočkou.

## Zobrazovací rovnice
Z podobnosti trojúhelníků na obrázku lze získat platnost vztahů
{\displaystyle {\frac {y^{\prime }}{y}}=-{\frac {a^{\prime }}{a}}={\frac {-a^{\prime }-f^{\prime }}{f^{\prime }}}}
Pomocí těchto vztahů lze zapsat zobrazovací rovnici rozptylné čočky ve tvaru
{\displaystyle {\frac {1}{a}}+{\frac {1}{a^{\prime }}}={\frac {1}{f^{\prime }}}=-{\frac {1}{f}}}

## Vlastnosti
Podle umístění předmětu lze určit vlastnosti obrazu. Konstrukce obrazu předmětu při zobrazení spojkou

| Umístění předmětu        | Poloha obrazu               | Obraz                                    |
| ------------------------ | --------------------------- | ---------------------------------------- |
| {\displaystyle -\infty } | {\displaystyle F^{\prime }} |                                          |
| 'I, II nebo III          | III                         | zdánlivý, zmenšený, přímý                |
| IV'                      | IV,V,VI                     | skutečný, zvětšený, přímý                |
| {\displaystyle F}        | {\displaystyle \infty }     |                                          |
| V                        | I                           | zdánlivý, zvětšený, převrácený (nepřímý) |
| VI                       | II                          | zdánlivý, zmenšený, převrácený (nepřímý) |